# Ipimorpha contusa
Ipimorpha contusa là một loài bướm đêm trong họ Noctuidae.